# Madison Keys
Madison Keys, född 17 februari 1995 i Rock Island, Illinois,  är en amerikansk professionell tennisspelare. Hon har som högst varit singelrankad # 7 (oktober 2016). Sin största WTA-titel hittills (2023) vann hon i Cincinnati Open 2019.
Keys deltog i olympiska sommarspelen 2016.